# Carlos Barrera Sánchez
Carlos Barrera Sánchez (Viella, Valle de Arán, Lérida, 3 de diciembre de 1950-Viella, Lérida, 7 de abril de 2022) fue un político español, miembro de Convergencia Democrática Aranesa. Fue síndico de Arán en dos ocasiones, entre el 7 de junio de 1995 y el 18 de junio de 2007, y entre el 18 de junio de 2011 y el 18 de junio de 2019, año en el que se retiró de la primera línea política.

## Biografía
Nació en Viella, la capital de Valle de Arán, en 1950. En los años sesenta se marchó con su familia a Barcelona, donde estudió maestría industrial. Trabajó en FECSA antes de regresar en 1972 al Valle de Arán. Durante la transición formó parte de la asociación vecinal Es Tersús y de Unitat d'Aran, con la que se presentó a las elecciones municipales de 1979. Ocupó entonces una concejalía en el ayuntamiento de Viella. Sin embargo, cuando esta formación política pasó a formar parte del Partido de los Socialistas de Cataluña abandonó la política hasta 1995. Entonces se presentó al cargo de Síndico de Arán por Convergencia Democràtica Aranesa y fue elegido.
Durante el proceso independentista catalán siempre se mostró partidario de la vinculación del Valle de Arán en Cataluña. Tras el bajón electoral de las elecciones aranesas de 2019, donde su partido, CDA, sacó el peor resultado de su historia y Barrera perdió la posibilidad de ser reelegido síndico, el 5 de junio de 2019, antes de la ceremonia de investidura del nuevo síndico, anunció que dimitía de consejero y que se retiraba de la política.
Falleció a los 71 años, el 7 de abril de 2022, a consecuencia de un cáncer que padecia desde hacía unos años.